# Лондонски маратон 2010.
Лондонски маратон 2010. године одржао се у недељу, 25. априла 2010. године. Сматра се да је и до 36.000 људи учествовало у овој трци, што је рекорд за овај догађај. У трци за мушкарце победио је Тсегаје Кебеде из Етиопије са временом од 2.05.19 сати, а у трци за жене победила је Лилија Шобукова из Русије са временом од 2.22.00 сати. Шобукова је постала прва Рускиња која је победила у овој трци док је Кебеде постао први не-Кенијац који је победио у мушкој конкуренцији у периоду од седам година.
Пре маратона, постојале су бриге услед сметњи у авио-саобраћају изазваним вулканским ерпуцијама, мада су многи атлетичари ван Уједињеног Краљевства довезени посебним авионом из Шпаније.
Оба победника из 2009. године, Самјуел Ванјиру и Ирина Микитенко, били су присутни да би одбранили титуле. Ипак, оба атлетичара нису успела да заврше трку како су оба заустављена отприлике на средини стазе.

## Резултати

### Елитне трке
Елитна мушка конкуренција
| Место | Такмичар                 | Навионалност    | Време        |
| ----- | ------------------------ | --------------- | ------------ |
| 1     | Тсегаје Кебаде           | Етиопија        | 2:05:19 сати |
| 2     | Емануел Мутаи            | Кенија          | 2:06:23 сати |
| 3     | Јаујад Гариб             | Мароко          | 2:06:55 сати |
| 4     | Абдерахим Бурманд        | Мароко          | 2:07:33 сати |
| 5     | Абел Кириу               | Кенија          | 2:08:04 сати |
| 6     | Марилсон Гомс дос Сантос | Бразил          | 2:08:46 сати |
| 7     | Зерсенај Тадесе          | Еритреја        | 2:12:03 сати |
| 8     | Ендру Лемончело          | UK              | 2:13:40 сати |
| 9     | Јонас Кифле              | Мароко Еритреја | 2:14:39 сати |
| 10    | Енди Џоунс               | UK              | 2:16:38 сати |